# Збагачення марганцевих руд Чиатурського родовища
Збагачення марганцевих руд Чіатурського родовища

На межі ХХ—ХХІ ст. в Чиатурському марганцевому басейні працювало 9 збагачувальних фабрик Чиатурського гірничорудного комбінату. В технологічних схемах ЦЗФ-1, ПерЗФ (пероксидна), 25-біс й 29-біс передбачено гравітаційне і гравітаційно-магнітне збагачення без доробки промпродуктів. Три фабрики мають схеми зі збагаченням магнітною сепарацією і відсадженням подрібнених до 8-0 мм або 3-0 мм промпродуктів відсадження великих класів (ЦЗФ-2, НЗФ і КЗФ ”Даркветі”). Дві фабрики (центральна доводочна ЦДФ і центральна флотаційна ЦФФ) є доводочними, на яких централізовано обробляються промпродукти і шлами інших фабрик. Промпродукти зі вмістом марганцю більше 24% називаються концентратами 4-го сорту.
На фабриках першої групи вихідну руду дроблять до 16-0 мм у конічних дробарках і направляють на промивання в спіральні класифікатори. Миту руду розсівають на класи 16-12, 12-1,5 й 1,5-0 мм. Кожен клас окремо піддають відсадженню на поршневих відсаджувальних машинах. Концентрат першого сорту одержують із митої руди всього діапазону крупності. Промпродукти відсадження і шлами направляють на ЦДФ і ЦФФ.
КЗФ ”Даркветі” має схему фабрик другої групи. Вихідну руду дроблять до 20 мм, промивають і класифікують на класи 20-8, 8-3 й 3-0 мм і роздільно піддають відсадженню. Продукт великого відсадження (20-8 мм) подрібнюється до 3-0 мм. Збезводнені дрібні промпродукти фабрики є агломераційною рудою. Концентрати відсадження утворюють окісні концентрати 1, 2 і 4-го сорту. Збагаченню підлягають тільки окісні руди, а карбонатні після дроблення направляються на карбонатну збагачувальну фабрику КЗФ ”Даркветі”.
В технологічній схемі збагачення карбонатних руд на КЗФ ”Даркветі” передбачені наступні операції: дроблення руди у дві або три стадії (перша стадія - щокова дробарка, наступні - конусні); промивання; просівання; двохстадійне збагачення дробленої митої руди крупністю 15-3 мм у важкосередовищних вихрових гідроциклонах діаметром 500 мм; відсадження класу 3-0 мм із виділенням окісного концентрату; магнітна сепарація промпродуктів відсадження та зневоднювання дрібних концентратів. Хвости і шлами фабрики разом із хвостами НЗФ ”Дарквети” транспортуються на ЦФФ.
Центральна доводочна фабрика ЦДФ у складі двох секцій призначена для збагачення окислених руд а також централізованої переробки промпродуктів інших фабрик та їх хвостів. Для окислених руд характерні висока пористість і вологість, підвищене вміст фосфору, мала міцність.
Технологічна схема секції по збагаченню окислених марганцевих руд включає: дроблення, грохочення, подрібнювання до крупності 5 мм, відсадження, магнітну сепарацію і зневоднення концентрату. Схема секції по переробці промпродуктів і хвостів збагачувальних фабрик представлена на рис. 12.1. Схема відрізняється тим, що вихідні продукти для розкриття зростків піддаються здрібнюванню в стрижневих млинах, а здрібнений матеріал - класифікації на спіральних класифікаторах по крупності -0,16 мм. Піски класифікаторів збагачують на валкових електромагнітних сепараторах для виводу немагнітної породи у хвости, а магнітну фракцію піддають відсадженню. Щільні окісні рудні частинки вилучаються у важку фракцію. Ця фракція відповідає по составу концентратам 1 і 2-го сортів. У вигляді фракції проміжної щільності виділяється карбонатний концентрат, а в легку фракцію виділяють пористі і рудні зерна, які поєднуються зі зливами класифікаторів і направляються на центральну флотаційну фабрику ЦФФ.
Схема ЦФФ (рис.) включає дешламацію шламів по крупності 20 мкм, класифікацію і здрібнювання пісків до крупності -0,15 мм у кульових млинах і селективну флотацію. Після перемішування з флотаційними реагентами пульпу направляють в цикл карбонатної флотації, а промпродукти цієї операції служать живленням циклу окісної флотації. Флотаційні концентрати згущують у радіальних згущувачах і фільтрують на дискових вакуум-фільтрах. В зв'язку із кращими показниками пінної сепарації флотомашини поступово заміняються на пінні сепаратори ФПС-16. 
В цілому концентрати чіатурських фабрик більш багаті по марганцю, чистіші по фосфору і кремнезему та дешевші, ніж нікопольські. Вилучення марганцю також вище завдяки кращої збагачуваності руди і меншої схильності до шламування.